# 新しい世界 (アルバム)
『新しい世界』（原題：A Whole New Thing）は、アメリカ合衆国のファンク・バンド、スライ&ザ・ファミリー・ストーンが1967年に発表した初のスタジオ・アルバム。

## 解説
ストーナーズというバンドで活動していたスライ・ストーンとシンシア・ロビンソンは1967年にスライ&ザ・ファミリー・ストーンを結成し、サンフランシスコのローカル・レーベルLoadstoneからデビュー・シングル「I Ain't Got Nobody」を発表。この曲は本作には収録されなかったが、2013年発売のボックス・セット『Higher!』には、B面の「アイ・キャント・ターン・ユー・ルース」（オーティス・レディングのカヴァー）と共に収録された。そして、同シングルが切っ掛けとなり、バンドはエピック・レコードとの契約を得る。
「アンダードッグ」のイントロは「フレール・ジャック」をアレンジしたファンファーレとなっている。
セールス的には成功に結びつかず、Billboard 200入りを果たせなかった。Richie Unterbergerはオールミュージックにおいて5点満点中3点を付け「後の作品ほどファンキーでもサイケデリックでもない」としながらも「スライは既に、馬鹿げていながらも思慮深い、ソウルの常識を超えた歌詞を使用しており、更にロックの要素も幾分取り入れて、冒険的で予想のつかない構造の楽曲を生み出している」と評している。

## ジャケット
1970年にはオリジナルLPと異なるジャケットで再発された。1995年発売のリマスターCDのジャケットは1970年盤に準じているが、2007年のリマスターCDはオリジナルLPのジャケットが採用されている。

## 収録曲
全曲ともシルヴェスター・ステュワート（スライ・ストーン）作。
1. アンダードッグ "Underdog" - 4:00
2. イフ・ディス・ルーム・クッド・トーク "If This Room Could Talk" - 3:13
3. ラン・ラン・ラン "Run, Run, Run" - 3:06
4. ターン・ミー・ルース "Turn Me Loose" - 1:56
5. レット・ミー・ヒア・イット・フロム・ユー "Let Me Hear It from You" - 3:35
6. アドバイス "Advice" - 2:23
7. アイ・キャンノット・メイク・イット "I Cannot Make It" - 3:20
8. トリップ・トゥ・ユア・ハート "Trip to Your Heart" - 3:43
9. アイ・ヘイト・トゥ・ラヴ・ハー "I Hate to Love Her" - 3:32
10. バッド・リスク "Bad Risk" - 3:05
11. ザット・カインド・オブ・パーソン "That Kind of Person" - 4:28
12. ドッグ "Dog" - 3:03

### ボーナス・トラック（1995年）
1. ホワット・ウッド・アイ・ドゥ "What Would I Do" - 4:07

### ボーナス・トラック（2007年）
1. アンダードッグ "Underdog (Single version)" - 3:06
2. レット・ミー・ヒア・イット・フロム・ユー "Let Me Hear It from You (Single version)" - 3:30
3. オンリー・ワン・ウェイ・トゥ・アウト・オブ・ディス・メス "Only One Way Out of This Mess" - 3:57
4. ホワット・ウッド・アイ・ドゥ "What Would I Do" - 4:07
5. ユー・ベター・ヘルプ・ユアセルフ "You Better Help Yourself (Instrumental)" - 2:19

## 参加ミュージシャン
- スライ・ストーン - ボーカル、キーボード、ギター
- フレディ・ストーン - ギター、ボーカル
- ラリー・グラハム - ベース、ボーカル
- グレッグ・エリコ - ドラムス
- シンシア・ロビンソン - トランペット
- ジェリー・マルティーニ - サックス